# Masohi

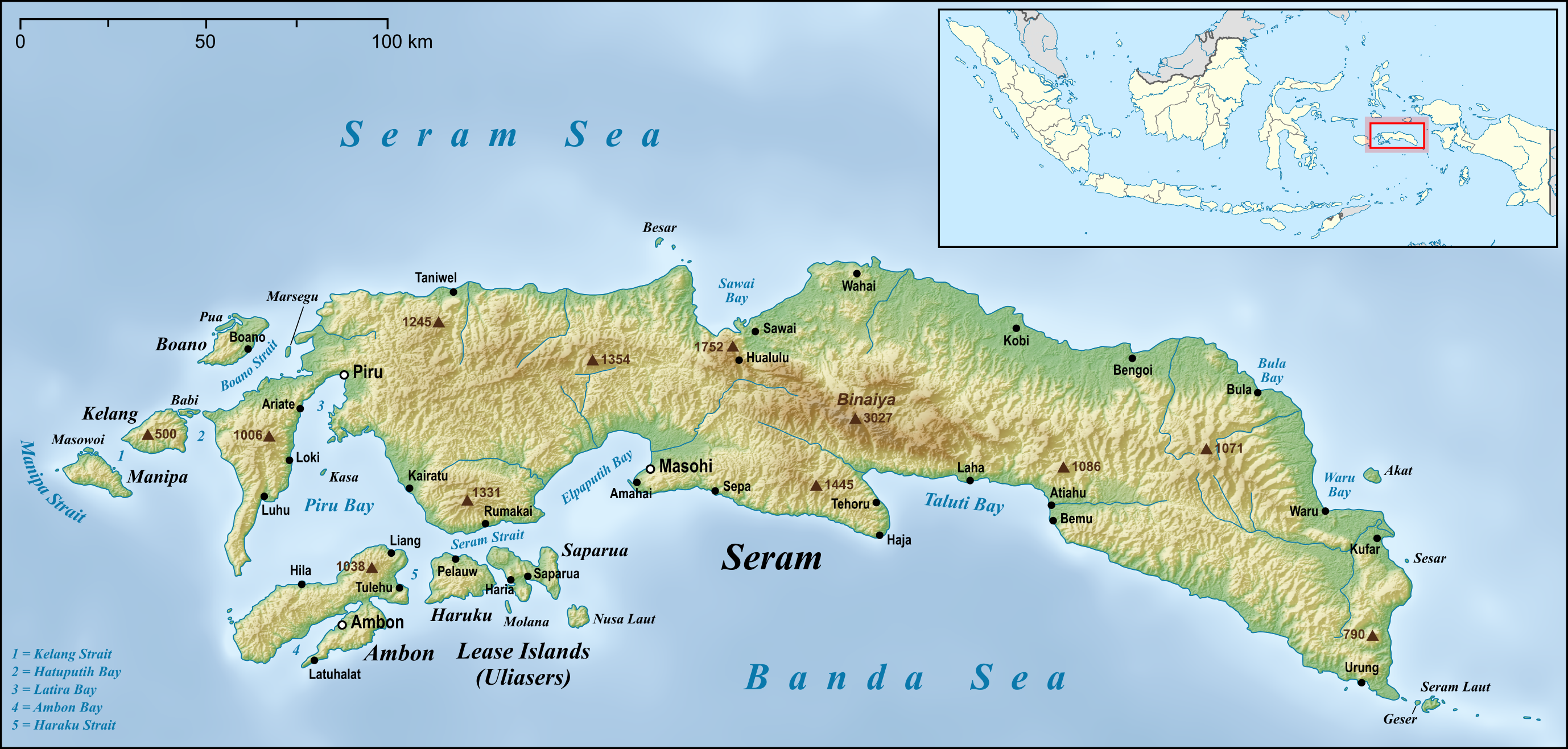
Karta över Seram och den mindre ön Ambon.

Masohi är en ort i Indonesien. Den ligger i provinsen Moluckerna, i den östra delen av landet, 2 500 km öster om huvudstaden Jakarta. Den är centralort i kabupaten Maluku Tengah (Distriktet Centrala Moluckerna) och ligger på sydkusten av ön Seram som är den största ön i ögruppen Moluckerna. Flygplatsen Amahai ligger invid Masohi.